# Norfolkbrilvogel
De norfolkbrilvogel (Zosterops albogularis) is een zangvogel uit de familie Zosteropidae (brilvogels). Het is een uitgestorven of anders ernstig bedreigde, endemische vogelsoort van het eiland Norfolk.

## Kenmerken
De vogel is 13 tot 14 cm lang, het is een middelgrote brilvogel met een overwegend groen verenkleed en een witte oogring. Een opvallend verschil met andere brilvogels is het relatief grote formaat, de witte onderzijde en de bruine flanken.

## Verspreiding en leefgebied
Deze soort is endemisch op Norfolk binnen het oorspronkelijke bos van het nationale park. Aan het begin van de 20ste eeuw was het nog een zeer algemene vogel, maar rond 1960 waren er nog maar 50 en in de jaren 1970 werd de vogel alleen in ongerept oerwoud gezien. Er zijn daarna nog wat meldingen uit de periode 1978 tot 2005, maar een speciaal onderzoek in 2010 leverde geen aanwijzingen voor de aanwezigheid.

## Status
De norfolkbrilvogel had een zeer klein verspreidingsgebied. Sinds 2009 waren er geen bevestigde waarnemingen. De grootte van de populatie werd in 2018 door BirdLife International geschat op de laagste categorie (minder dan 50 exemplaren). Gericht onderzoek tussen 2017 en 2019 en tussen 2018 en 2020 leverde geen resultaat. Daarom besloot de BirdLife International in 2024 deze soort als uitgestorven op de Rode Lijst van de IUCN te plaatsen.
De vogelsoort is uitgestorven  door de introductie van ratten en door het woekeren van exotische planten in het leefgebied. 